# Varioonops trujillo
Espèce
Varioonops trujillo est une espèce d'araignées aranéomorphes de la famille des Oonopidae.

## Distribution
Cette espèce est endémique de l'État de Trujillo au Venezuela,. Elle se rencontre à Trujillo à 2 240 m d'altitude.

## Description
Le mâle holotype mesure 1,88 mm.

## Étymologie
Son nom d'espèce lui a été donné en référence au lieu de sa découverte, l'État de Trujillo.

## Publication originale
- Bolzern & Platnick, 2013 : The Neotropical goblin spiders of the new genus Varioonops (Araneae, Oonopidae). American Museum Novitates, no 3791, p. 1-66 (texte intégral).